# Fire in the Sky
Fire in the Sky és una pel·lícula dramàtica estatunidenca dirigida el 1993 per Robert Lieberman.

## Argument
El 1975, un grup de llenyataires de Snowflake (Arizona) és contractat pel govern americà. El vespre següent, tornen espaordits sense un d'ells. Segons les seves afirmacions, ha estat absorbit per un objecte volador...

## Repartiment
- D.B. Sweeney: Travis Walton
- Robert Patrick: Mike Rogers
- Craig Sheffer: Allan Dallis
- Peter Berg: David Whitlock
- Henry Thomas: Greg Hayes
- Bradley Gregg: Bobby Cogdill
- Noble Willingham: Xerif Blake Davis
- Kathleen Wilhoite: Katie Rogers
- James Garner: Tinent Frank Watters
- Georgia Emelin: Dana Rogers
- Scott MacDonald: Dan Walton
- Wayne Grace: Cyrus Gilson
- Kenneth White: Buck Morton
- Robert Covarrubias: Ray Melendez
- Bruce Wright: Diputat Dennis Clay

## Al voltant de la pel·lícula
- La pel·lícula és treta d'esdeveniments reals, explicades per Travis Walton al seu llibre The Walton experience. La pel·lícula insisteix en principi en les sospites d'homicidi que pesen sobre els llenyataires durant els 5 dies de la desaparició de Travis, després la perplexitat dels habitants a la seva tornada. Finalment una llarga escena descriu l'experiència de Travis dins de la nau espacial, i l'examen mèdic particularment penós que hi experimenta.
- Hi havia en realitat 7 llenyataires en l'equip, però el nombre va estar reduït a 6 per a les necessitats del guió.
- Travis i Dana Walton fan un cameo a l'escena de la reunió pública a l'església.